# Ferrières (Charente Marittima)
Ferrières è un comune francese di 763 abitanti situato nel dipartimento della Charente Marittima nella regione della Nuova Aquitania.

## Società

### Evoluzione demografica
Abitanti censiti